# Epíbole

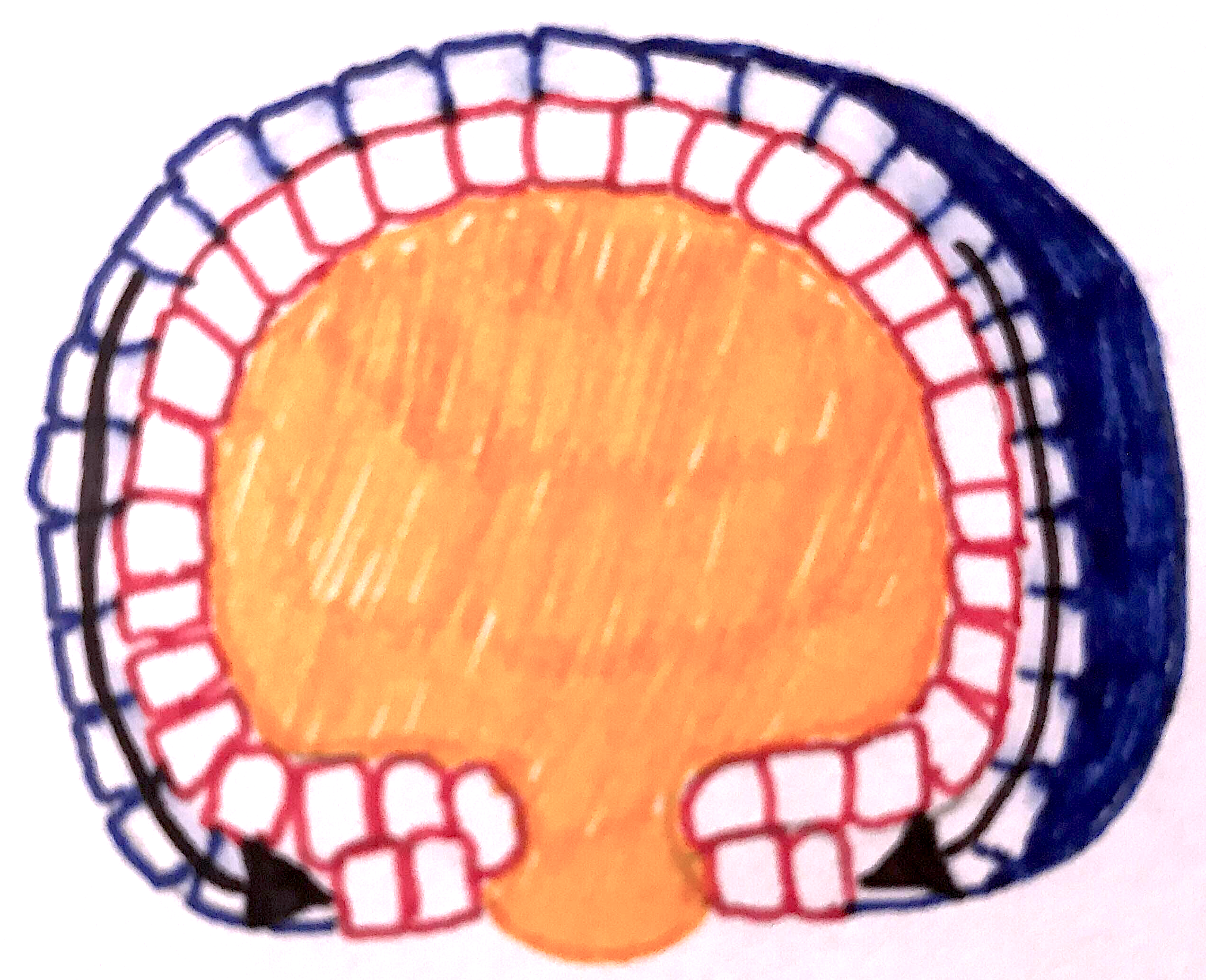
Movimento epibólico de células durante a gastrulação.

Epíbole é um dos movimentos de camadas celulares que ocorre durante o desenvolvimento de um embrião. Ele ocorre principalmente durante a fase da gastrulação e consiste na movimentação de um conjunto de células, que acontece como uma unidade, recobrindo outras partes do embrião.

## História
O primeiro registro da epíbole foi feito em 1835 por von Baer no peixe teleosteo Cyprinus. Na situação ela foi descrita como um "super-crescimento da blastoderme sobre o vitelo". Nos dias de hoje é sabido que esse processo não se limita somente a esse peixe e aos outros organismos que são modelo de estudo, sendo observado em diversos grupos de vertebrados e até mesmo em organismos que são evolutivamente menos relacionados como o verme Nematelminte Caenorhabditis elegans.

## Modelo de Estudo
O peixe "zebrafish" há muitos anos vem sendo utilizado como um organismo modelo para o estudo de fenômenos embriológicos e, entre eles, a epíbole. Essa escolha foi feita porque o desenvolvimento desse animal acontece em um tempo relativamente rápido, tem um tamanho grande, tem um genoma conhecido, possui um desenvolvimento externo, ou seja, não se desenvolve dentro da fêmea, e a ausência de casca permite que observações possam ser feitas em tempo real.

### Movimentos gerais
Antes do acontecimento da epíbole o embrião de zebrafish é dividido em 3 camadas: a camada envolvente (CE), camada única de tecidos que reveste o embrião e futuramente formará as células que formam a vesícula de Kupffer, as células profundas (CP), que futuramente formarão os tecidos germinativos do embrião e a camada sincicial do vitelo (CSV), que é uma camada sincicial extra-embriônica que separa as células profundas do vitelo e que forma um amplo cinturão ligado à camada envolvente.. A epíbole pode ser considerado um processo que é divido em duas etapas. Inicialmente as células profundas, que formam a blastoderme, se encontram uniformemente espalhadas na região superior do embrião, em cima do vitelo. A epíbole começa com o processo chamado de "Domificação", quando as células passam por uma intercalação radial, vão em direção às extremidades e terminam em uma conformação de "copo invertido". Em seguida as células da blastoderme continuam passando por um processo de intercalação, fazendo com que o tecido fique cada vez mais fino e alongado. Aproximadamente na fase de 50% de complitude da epíbole, que indica que esta porcentagem do vitelo está recoberta, há a iniciação da gastrulação. Isso ocorre através de uma internalização das células profundas,  feita através mecanismos de ingressão e convergência celulares. Com isso são formadas duas camadas: o epiblasto ectodermal (EE) e um hipoblasto mesodermal interior (HM).  A epíbole progride até que a célula seja revestida até seu polo vegetal e concomitante a ela a gastrulação continua, formando o blastóporo.		

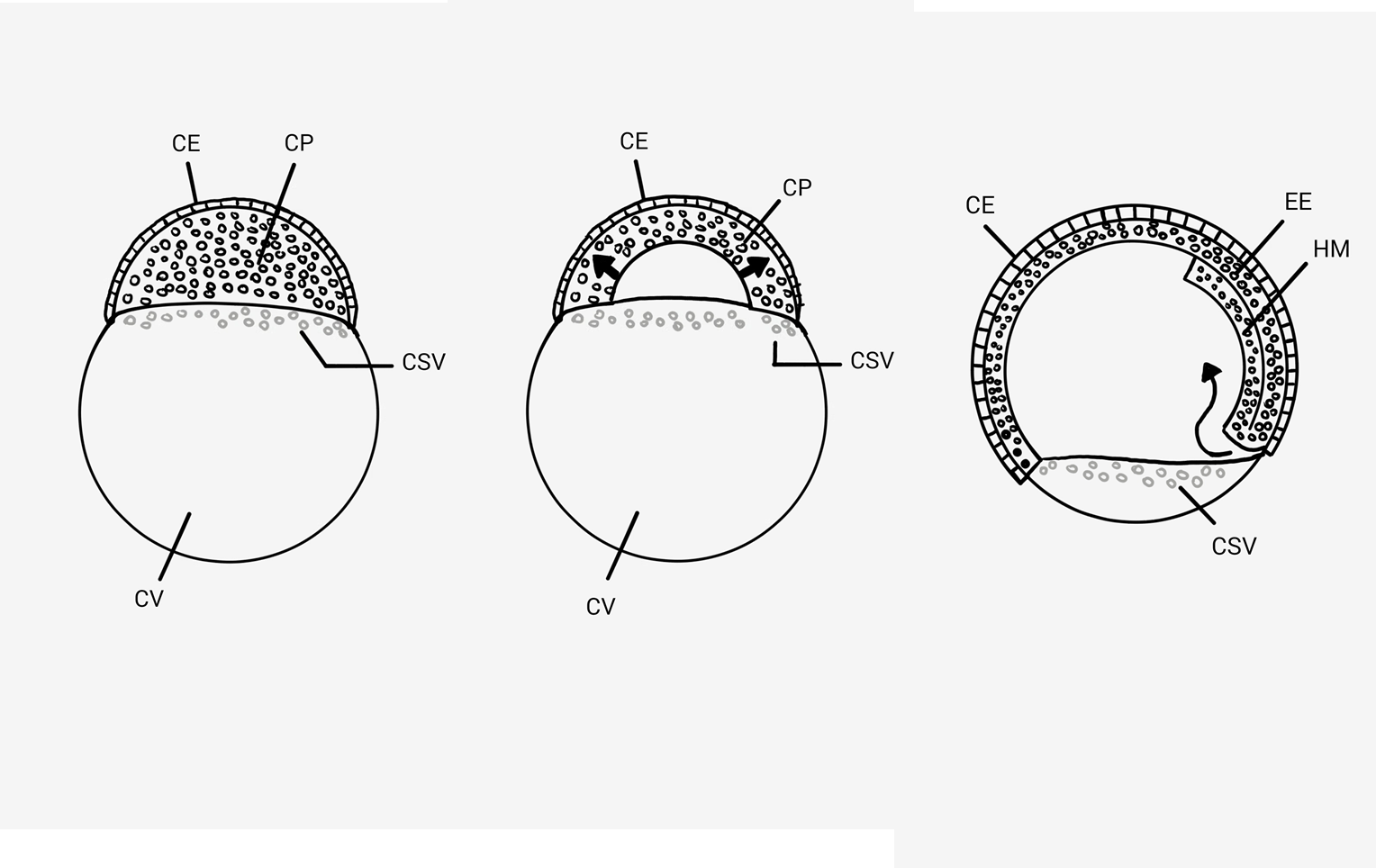
Diferentes fases da epíbole. Estágio Inicial, Estágio de Domificação e Estágio Tardio. CE - Camada Envolvente; CP - Células Profundas; CSV - Camada Sincicial do Vitelo; CV - Célula Vitelínica; EE - Epiblasto Ectodermal; HM - Hipoblasto Mesodermal.